# سیارک ۱۴۲۳۸
سیارک ۱۴۲۳۸ (به انگلیسی: 14238 d'Artagnan، نامگذاری:1999YX13) چهارده هزار و دویست و سی و هشتمین سیارک کشف شده‌است که در ۳۱ دسامبر ۱۹۹۹ کشف شد.
قدر مطلق سیارک برابر ۱۳٫۱۰ است.